# Impact Wrestling Victory Road
Impact Wrestling Victory Road – cykl gal wrestlingu produkowany przez amerykańską federację Impact Wrestling (dawniej Total Nonstop Action Wrestling).
W chronologię wchodziło osiem wydarzeń nadawanych w systemie pay-per-view. Gala rozpoczynająca cykl odbyła się 7 listopada 2004, rok później została zastąpiona przez Unbreakable. Stałe miejsce w kalendarzu gal TNA cykl zajął w 2006. W latach 2006–2010 gale Victory Road odbywały się w lipcu, a w latach 2011–2012 – w marcu. Zakończenie cyklu ogłoszono w styczniu 2013.
W latach 2014, 2016 i 2017 nazwę „Victory Road” otrzymały gale z cyklu TNA One Night Only.

## Lista gal
| Gala                                                      | Data                | Miasto                    | Arena                       | Walka wieczoru | Źródło        |
| --------------------------------------------------------- | ------------------- | ------------------------- | --------------------------- | --- | ------------- |
| Victory Road (2004)                                       | 7 listopada 2004    | Orlando, Floryda          | Impact Zone                 | Jeff Jarrett (c) vs. Jeff Hardy Ladder match o NWA World Heavyweight Championship | [ 1 ]         |
| Victory Road (2006)                                       | 16 lipca 2006       | Orlando, Floryda          | Impact Zone                 | Christian Cage vs. Samoa Joe vs. Scott Steiner vs. Sting Four-Way match o miano pretendenckie do NWA World Heavyweight Championship                                                                     | [ 2 ]         |
| Victory Road (2007)                                       | 15 lipca 2007       | Orlando, Floryda          | Impact Zone                 | TNA World Heavyweight Champion Kurt Angle i TNA X Division Champion Samoa Joe vs. TNA World Tag Team Champions Team 3D (Brother Devon i Brother Ray) Tag Team match o wszystkie mistrzostwa             | [ 3 ]         |
| Victory Road (2008)                                       | 13 lipca 2008       | Houston, Teksas           | Reliant Arena               | Samoa Joe (c) vs. Booker T Singles match o TNA World Heavyweight Championship | [ 4 ]         |
| Victory Road (2009)                                       | 19 lipca 2009       | Orlando, Floryda          | Impact Zone                 | Kurt Angle (c) vs. Mick Foley Singles match o TNA World Heavyweight Championship | [ 5 ]         |
| Victory Road (2010)                                       | 11 lipca 2010       | Orlando, Floryda          | Impact Zone                 | Rob Van Dam (c) vs. Abyss vs. Jeff Hardy vs. Mr. Anderson Four-Way match o TNA World Heavyweight Championship                                                                                           | [ 6 ]         |
| Victory Road (2011)                                       | 13 marca 2011       | Orlando, Floryda          | Impact Zone                 | Sting (c) vs. Jeff Hardy Singles match o TNA World Heavyweight Championship | [ 7 ]         |
| Victory Road (2012)                                       | 18 marca 2012       | Orlando, Floryda          | Impact Zone                 | Bobby Roode vs. Sting No Holds Barred match | [ 8 ]         |
| One Night Only: Victory Road (2014)                       | 5 grudnia 2014      | Orlando, Floryda          | Impact Zone                 | Gunner vs. James Storm vs. Kazarian vs. Eddie Edwards vs. Samuel Shaw vs. Ethan Carter III vs. Abyss vs. Lashley vs. Austin Aries vs. Bram vs. Jessie Godderz vs. Robbie E 12-Man Gauntlet Battle Royal | [ 9 ]         |
| One Night Only: Victory Road (2016)                       | 20 maja 2016        | Orlando, Floryda          | Impact Zone                 | Ethan Carter III vs. Eli Drake Singles match | [ 10 ]        |
| One Night Only: Victory Road – Knockouts Knockdown (2017) | 14 kwietnia 2017    | Orlando, Floryda          | Impact Zone                 | Leva Bates, Alisha Edwards, Santana Garrett i ODB vs. Laurel Van Ness, Rosemary, Angelina Love i Diamanté Tag Team match                                                                                | [ 11 ] [ 12 ] |
| Impact Wrestling: Victory Road (2017)                     | 28 września 2017    | Orlando, Floryda          | Impact Zone                 | Johnny Impact vs. Eli Drake Singles match o GFW Global Championship | [ 13 ]        |
| Victory Road (2019)                                       | 14 września 2019    | Enid, Oklahoma            | Stride Bank Center          | Michael Elgin vs. TJP Singles match |               |
| Victory Road (2020)                                       | 3 października 2020 | Nashville, Tennessee      | Skyway Studios              | Eric Young (c) vs. Eddie Edwars Singles match o Impact World Championship |               |
| Victory Road (2021)                                       | 18 września 2021    | Nashville, Tennessee      | Skyway Studios              | Christian Cage (c) vs. Ace Austin Singles match o Impact World Championship |               |
| Victory Road (2022)                                       | 23 września 2022    | Nashville, Tennessee      | Skyway Studios              | Steve Maclin vs. Sami Callihan vs. Moose Three-way Barbed Wire Massacre |               |
| Victory Road (2023)                                       | 8 września 2023     | White Plains, Nowy Jork   | Westchester County Center   | Josh Alexander vs. Steve Maclin Singles match | [ 14 ]        |
| Victory Road (2024)                                       | 13 września 2024    | San Antonio, Teksas       | Boeing Center at Tech Point | Nic Nemeth (c) vs. Moose Singles match o TNA World Championship |               |
| Victory Road (2025)                                       | 26 września 2025    | Edmonton, Alberta, Kanada | Edmonton Expo Centre        | TBD |               |

## Wyniki

### 2004
Victory Road (2004) – gala wrestlingu wyprodukowana przez federację Total Nonstop Action Wrestling (TNA). Odbyła się 7 listopada 2004 w Impact Zone w Orlando na Florydzie. Była to pierwsza gala z cyklu Victory Road oraz pierwsze trzygodzinne comiesięczne wydarzenie pay-per-view TNA.
W karcie wydarzenia znalazło się dziewięć walk. Podczas gali w TNA zadebiutowali Jacqueline Moore, Kevin Nash, Scott Hall oraz Randy Savage.
| Nr                                 | Wyniki | Stypulacje                                        | Czas  |
| ---------------------------------- | --- | ------------------------------------------------- | ----- |
| 1                                  | Héctor Garza wygrał walkę eliminując Kazariana jako ostatniego                                                                           | 20-Man X Division Gauntlet match o X Division Cup | 26:25 |
| 2                                  | Ron Killings, Erik Watts, Johnny B. Badd i Pat Kenney pokonali The Naturals (Andy’ego Douglasa i Chase’a Stevensa), Kida Kasha i Dallasa | 8-Man Tag Team match                              | 4:37  |
| 3                                  | Mascarita Sagrada pokonał Piratitę Morgana                                                                                               | Singles match                                     | 2:58  |
| 4                                  | 3Live Kru (B.G. James i Konnan) pokonali Team Canada (Bobby’ego Roode’a i Erika Younga) (c)                                              | Tag Team match o NWA World Tag Team Championship  | 6:57  |
| 5                                  | Stephanie Trinity (z Johnnym Swingerem i Glennem Gilbertim) pokonała Jacqueline                                                          | Singles match                                     | 1:50  |
| 6                                  | Monty Brown pokonał Ravena i Abyssa | Monster's Ball match                              | 9:05  |
| 7                                  | Petey Williams (c) (z Coachem D’Amore) pokonał A.J. Stylesa                                                                              | Singles match o TNA X Division Championship       | 9:48  |
| 8                                  | America’s Most Wanted (James Storm i Chris Harris) pokonali Triple X (Christophera Danielsa i Elixa Skippera)                            | Elimination Last Team Standing match              | 11:31 |
| 9                                  | Jeff Jarrett (c) pokonał Jeffa Hardy’ego                                                                                                 | Ladder match o NWA World Heavyweight Championship | 18:37 |
| (c) – mistrz/mistrzyni przed walką | |                                                   |       |

### 2006
Victory Road (2006) – gala wrestlingu wyprodukowana przez federację Total Nonstop Action Wrestling (TNA). Odbyła się 16 lipca 2006 w Impact Zone w Orlando na Florydzie. Była to druga gala z cyklu Victory Road oraz siódme wydarzenie pay-per-view TNA w 2006 roku.
Karta gali obejmowała dziewięć walk, a dodatkowe starcie – tzw. dark match – nie zostało wyemitowane.
| Nr                                                                                    | Wyniki | Stypulacje                                                                        | Czas  |
| ------------------------------------------------------------------------------------- | --- | --------------------------------------------------------------------------------- | ----- |
| 1D                                                                                    | Johnny Devine (z Alexem Shelleyem) pokonał Shark Boya | Singles match                                                                     | –     |
| 2                                                                                     | The Naturals (Chase Stevens i Andy Douglas) (z Shane’em Douglasem) pokonali The Diamonds in the Rough (Elixa Skippera i Davida Younga) (z Simonem Diamondem) | Tag Team match                                                                    | 5:27  |
| 3                                                                                     | Monty Brown vs. Rhino zakończyło się bez rezultatu | Singles match                                                                     | 4:56  |
| 4                                                                                     | The Latin American Xchange (Homicide i Hernandez) (z Konnanem) pokonali Sonjaya Dutta i Rona Killingsa                                                       | Tag Team match                                                                    | 10:07 |
| 5                                                                                     | Senshi (c) pokonał Kazariana | Singles match o TNA X Division Championship                                       | 11:19 |
| 6                                                                                     | Raven pokonał Larry’ego Zbyszko | Hair vs. Hair match                                                               | 3:38  |
| 7                                                                                     | Chris Sabin i Jay Lethal pokonali The Paparazzi (Kevina Nasha i Alexa Shelleya) (z Johnnym Devine’em)                                                        | Tag Team match                                                                    | 9:07  |
| 8                                                                                     | The James Gang (B.G. James i Kip James) oraz Abyss (z Ojcem Jamesem Mitchellem) pokonali Team 3D (Brothera Raya, Brothera Devona i Brothera Runta)           | 6-Man Tag Team match                                                              | 10:24 |
| 9                                                                                     | Sirelda, AJ Styles i Christopher Daniels (c) pokonali Gail Kim i America’s Most Wanted (Chrisa Harrisa i Jamesa Storma)                                      | Mixed Tag Team match o NWA World Tag Team Championship                            | 11:52 |
| 10                                                                                    | Sting pokonał Scotta Steinera, Samoę Joego i Christiana Cage’a                                                                                               | Road to Victory match o miano pretendenckie do NWA World Heavyweight Championship | 14:09 |
| (c) – mistrz/mistrzyni przed walkąD – walka była dark matchem (nietransmitowana w TV) | |                                                                                   |       |

### 2007
Victory Road (2007) – gala wrestlingu wyprodukowana przez federację Total Nonstop Action Wrestling (TNA). Odbyła się 15 lipca 2007 w Impact Zone w Orlando na Florydzie. Była to trzecia gala z cyklu Victory Road oraz siódme wydarzenie pay-per-view TNA w 2007 roku.
Karta oferowała osiem walk, a dodatkowe starcie – tzw. dark match – nie zostało wyemitowane.
| Nr                                                                                    | Wyniki | Stypulacje | Czas  |
| ------------------------------------------------------------------------------------- | --- | --- | ----- |
| 1D                                                                                    | Serotonin (Havok i Martyr) pokonali Akirę Raijina i Brute'a Isseia                                                                        | Tag Team match | –     |
| 2                                                                                     | Christopher Daniels pokonał Jaya Lethala, Pumę, Homicide'a, Sonjaya Dutta, Peteya Williamsa, Shark Boya, Elixa Skippera, Kaza i Senshiego | Ultimate X Gauntlet match o miano pretendenckie do TNA X Division Championship                                     | 18:48 |
| 3                                                                                     | The Voodoo Kin Mafia (B.G. James i Kip James) (z Roxxi Laveaux) pokonali Bashama i Damaję (z Christy Hemme i Lance’em Hoytem)             | Tag Team match | 7:03  |
| 4                                                                                     | James Storm pokonał Rhino | Singles match | 10:26 |
| 5                                                                                     | The Motor City Machine Guns (Chris Sabin i Alex Shelley) (z Kevinem Nashem) pokonali Jerry’ego Lynna i Boba Backlunda                     | Tag Team match | 8:44  |
| 6                                                                                     | Eric Young i Gail Kim pokonali Roberta Roode’a i Ms. Brooks                                                                               | Mixed Tag Team match                                                                                               | 8:17  |
| 7                                                                                     | Christian Cage pokonał Chrisa Harrisa | Singles match | 13:58 |
| 8                                                                                     | Sting i Abyss pokonali A.J. Stylesa i Tomka                                                                                               | Tag Team match | 15:33 |
| 9                                                                                     | Kurt Angle (c) i Samoa Joe (c) pokonali Team 3D (Brothera Raya i Brothera Devona) (c)                                                     | Tag Team match o TNA World Heavyweight Championship, TNA X Division Championship i TNA World Tag Team Championship | 18:25 |
| (c) – mistrz/mistrzyni przed walkąD – walka była dark matchem (nietransmitowana w TV) | | |       |

### 2008
Victory Road (2008) – gala wrestlingu wyprodukowana przez federację Total Nonstop Action Wrestling (TNA). Odbyła się 13 lipca 2008 w Reliant Arenie w Houston w Teksasie. Była to czwarta gala z cyklu Victory Road oraz siódme wydarzenie pay-per-view TNA w 2008 roku.
Karta wydarzenia obejmowała osiem walk. Podczas gali odbyły się dwie ostatnie rundy turnieju TNA World X Cup.
| Nr                                 | Wyniki | Stypulacje                                                                      | Czas  |
| ---------------------------------- | --- | ------------------------------------------------------------------------------- | ----- |
| 1                                  | Team TNA (Alex Shelley, Chris Sabin i Curry Man) pokonali Team Japan (Masato Yoshino, Milano Collection A.T. i Pumę), Team Mexico (Averno, Reya Bucanero i Último Guerrero) oraz Team International (Alexa Koslova, Douga Williamsa i Tysona Duxa) | 4-Team 12-Man Elimination Tag Team match Trzecia runda turnieju TNA World X Cup | 24:16 |
| 2                                  | Gail Kim pokonała Angelinę Love (z Velvet Sky) | Singles match                                                                   | 6:13  |
| 3                                  | Sonjay Dutt pokonał Jaya Lethala (z SoCal Val) | Singles match                                                                   | 8:24  |
| 4                                  | The Latin American Xchange (Hernandez i Homicide) (z Salinas i Héctorem Guerrero) (c) pokonali Beer Money, Inc. (Jamesa Storma i Roberta Roode’a) (z Jackie Moore)                                                                                 | „Fan's Revenge” Lumberjack match o TNA World Tag Team Championship              | 10:06 |
| 5                                  | Taylor Wilde (c) pokonała Awesome Kong (z Raishą Saeed) | Singles match o TNA Knockouts Championship                                      | 4:51  |
| 6                                  | Volador Jr. pokonał Daivariego, Kaza i Narukiego Doi | 4-Way Ultimate X match Ostatnia runda turnieju TNA World Cup X                  | 10:58 |
| 7                                  | Kurt Angle i Team 3D (Brother Devon i Brother Ray) pokonali A.J. Stylesa, Christiana Cage’a i Rhino | 6-Man Tag Team Full Metal Mayhem match                                          | 15:55 |
| 8                                  | Samoa Joe (c) vs. Booker T zakończyło się bez rezultatu | Singles match o TNA World Heavyweight Championship                              | 15:14 |
| (c) – mistrz/mistrzyni przed walką | |                                                                                 |       |

### 2009
Victory Road (2009) – gala wrestlingu wyprodukowana przez federację Total Nonstop Action Wrestling (TNA). Odbyła się 19 lipca 2009 w Impact Zone w Orlando na Florydzie. Była to piąta gala z cyklu Victory Road oraz siódme wydarzenie pay-per-view TNA w 2009 roku.
W karcie gali znalazło się dziewięć walk.
| Nr                                 | Wyniki | Stypulacje                                         | Czas  |
| ---------------------------------- | --- | -------------------------------------------------- | ----- |
| 1                                  | Angelina Love (z Velvet Sky i Madison Rayne) pokonała Tarę (c)                                                               | Singles match o TNA Knockouts Championship         | 7:02  |
| 2                                  | Matt Morgan pokonał Christophera Danielsa                                                                                    | Singles match                                      | 10:31 |
| 3                                  | Abyss pokonał Dr. Steviego                                                                                                   | No Disqualifiaction match                          | 9:51  |
| 4                                  | Team 3D (Brother Ray i Brother Devon) (c) pokonali The British Invasion (Brutusa Magnusa i Douga Williamsa) (z Robem Terrym) | Tag Team match o IWGP Tag Team Championship        | 10:16 |
| 5                                  | Jenna Morasca (z Awesome Kong) pokonała Sharmell (z Sojournor Bolt)                                                          | Singles match                                      | 5:49  |
| 6                                  | Kevin Nash pokonał A.J. Stylesa (c)                                                                                          | Singles match o TNA Legends Championship           | 14:07 |
| 7                                  | The Main Event Mafia (Booker T i Scott Steiner) pokonała Beer Money, Inc. (Jamesa Storma i Roberta Roode’a) (c)              | Tag team match o TNA World Tag Team Championship   | 12:29 |
| 8                                  | Samoa Joe pokonał Stinga | Singles match                                      | 11:36 |
| 9                                  | Kurt Angle (c) pokonał Micka Foleya                                                                                          | Singles match o TNA World Heavyweight Championship | 14:06 |
| (c) – mistrz/mistrzyni przed walką | |                                                    |       |

### 2010
Victory Road (2010) – gala wrestlingu wyprodukowana przez federację Total Nonstop Action Wrestling (TNA). Odbyła się 11 lipca 2010 w Impact Zone w Orlando na Florydzie. Była to szósta gala z cyklu Victory Road oraz siódme wydarzenie pay-per-view TNA w 2010 roku.
Na kartę wydarzenia składało się dziewięć walk.
| Nr                                 | Wyniki | Stypulacje                                                  | Czas  |
| ---------------------------------- | --- | ----------------------------------------------------------- | ----- |
| 1                                  | Douglas Williams (c) pokonał Briana Kendricka przez poddanie                                                         | Ultimate X Submission match o TNA X Division Championship   | 10:08 |
| 2                                  | Brother Ray pokonał Brothera Devona i Jessego Neala                                                                  | Triple Threat match                                         | 6:01  |
| 3                                  | Angelina Love pokonała Madison Rayne (c) przez dyskwalifikację                                                       | Title vs. Career match o TNA Knockouts Championship         | 4:43  |
| 4                                  | Fortune (AJ Styles i Kazarian) pokonało Roba Terry’ego i Samoę Joego                                                 | Tag Team match                                              | 8:12  |
| 5                                  | Hernandez pokonał Matta Morgana                                                                                      | Steel Cage match                                            | 10:52 |
| 6                                  | Jay Lethal pokonał Rika Flaira                                                                                       | Singles match                                               | 12:06 |
| 7                                  | The Motor City Machine Guns (Alex Shelley i Chris Sabin) pokonali Beer Money, Inc. (Jamesa Storma i Roberta Roode’a) | Tag Team match o zawieszone TNA World Tag Team Championship | 15:50 |
| 8                                  | Kurt Angle pokonał D’Angelo Dinero                                                                                   | Singles match                                               | 12:10 |
| 9                                  | Rob Van Dam (c) pokonał Jeffa Hardy’ego, Mr. Andersona i Abyssa                                                      | 4-Way match o TNA World Heavyweight Championship            | 12:31 |
| (c) – mistrz/mistrzyni przed walką | |                                                             |       |

### 2011
Victory Road (2011) – gala wrestlingu wyprodukowana przez federację Total Nonstop Action Wrestling (TNA). Odbyła się 13 marca 2011 w Impact Zone w Orlando na Florydzie. Była to siódma gala z cyklu Victory Road oraz trzecie wydarzenie pay-per-view TNA w 2011 roku.
W karcie wydarzenia znalazło się osiem walk. Gala pamiętana jest głównie ze względu na kontrowersje związane z występem niedysponowanego Jeffa Hardy’ego.
| Nr                                 | Wyniki                                                                                                 | Stypulacje                                                                | Czas  |
| ---------------------------------- | --- | ------------------------------------------------------------------------- | ----- |
| 1                                  | Tommy Dreamer pokonał Bully’ego Raya                                                                   | Falls Count Anywhere match                                                | 10:45 |
| 2                                  | Rosita i Sarita pokonały Angelinę Love i Winter (c)                                                    | Tag Team match o TNA Knockouts Championship                               | 4:58  |
| 3                                  | Hernandez pokonał Matta Morgana                                                                        | First Blood match                                                         | 8:35  |
| 4                                  | Kazarian (c) pokonał Jeremy’ego Bucka, Maxa Bucka i Robbiego E (z Cookie)                              | Ultimate X match o TNA X Division Championship                            | 14:22 |
| 5                                  | Beer Money, Inc. (c) (James Storm i Robert Roode) pokonali Ink Inc. (Jessego Neala i Shannona Moore’a) | Tag Team match o TNA World Tag Team Championship                          | 12:30 |
| 6                                  | AJ Styles pokonał Matta Hardy’ego (z Rikiem Flairem)                                                   | Singles match                                                             | 17:38 |
| 7                                  | Rob Van Dam vs. Mr. Anderson zakończyło się podwójnym wyliczeniem pozaringowym                         | Singles match o miano pretendenckie do TNA World Heavyweight Championship | 12:54 |
| 8                                  | Sting (c) pokonał Jeffa Hardy’ego                                                                      | No Disqualification match o TNA World Heavyweight Championship            | 1:28  |
| (c) – mistrz/mistrzyni przed walką | |                                                                           |       |

### 2012
Victory Road (2012) – gala wrestlingu wyprodukowana przez federację Total Nonstop Action Wrestling (TNA). Odbyła się 18 marca 2012 w Impact Zone w Orlando na Florydzie. Była to ósma i ostatnia gala z cyklu Victory Road oraz trzecie wydarzenie pay-per-view TNA w 2012 roku.
Na kartę wydarzenia składało się osiem walk.
| Nr                                 | Wyniki                                                                              | Stypulacje                                                                | Czas  |
| ---------------------------------- | ----------------------------------------------------------------------------------- | ------------------------------------------------------------------------- | ----- |
| 1                                  | James Storm pokonał Bully’ego Raya                                                  | Singles match o miano pretendenckie do TNA World Heavyweight Championship | 1:10  |
| 2                                  | Austin Aries (c) pokonał Zemę Iona                                                  | Singles match o TNA X Division Championship                               | 11:08 |
| 3                                  | Samoa Joe i Magnus (c) pokonali Crimsona i Matta Morgana                            | Tag Team match o TNA World Tag Team Championship                          | 10:12 |
| 4                                  | Devon pokonał Robbiego E (c) (z Robbiem T)                                          | Open Challenge match o TNA Television Championship                        | 3:00  |
| 5                                  | Gail Kim (c) pokonała Madison Rayne                                                 | Singles match o TNA Knockouts Championship                                | 7:09  |
| 6                                  | AJ Styles i Mr. Anderson pokonali Bad Influence (Christophera Danielsa i Kazariana) | Tag Team match                                                            | 13:59 |
| 7                                  | Kurt Angle pokonał Jeffa Hardy’ego                                                  | Singles match                                                             | 19:07 |
| 8                                  | Bobby Roode pokonał Stinga                                                          | No Holds Barred match                                                     | 16:40 |
| (c) – mistrz/mistrzyni przed walką |                                                                                     |                                                                           |       |

### 2017
| Nr                                 | Wyniki                                                                                               | Stypulacje                                       | Czas  |
| ---------------------------------- | --- | ------------------------------------------------ | ----- |
| 1                                  | Trevor Lee (c) pokonał Peteya Williamsa                                                              | Singles match o GFW X Division Championship      | 08:17 |
| 2                                  | Taya Valkyrie, Taryn Terrell i Sienna pokonały Gail Kim, Rosemaryi Allie                             | Six Knockouts Tag Team match                     | 09:31 |
| 3                                  | Ohio Versus Everything (Jake i Dave Crist) pokonali The Latin American Xchange (Santana i Ortiz) (c) | Tag Team match o GFW World Tag Team Championship | 12:04 |
| 4                                  | Eli Drake (c) pokonał Johnny’ego Impacta                                                             | Singles match o GFW Global championship          | 25:27 |
| (c) – mistrz/mistrzyni przed walką | |                                                  |       |